# 弗丽达·厄斯特贝里
弗丽达·厄斯特贝里（瑞典語：Frida Östberg，1977年12月10日—），瑞典女子足球运动员。她曾代表瑞典国家队参加2003年和2007年国际足联女子世界杯。她也曾参加2004年和2008年夏季奥林匹克运动会。